# Цвылёво (посёлок)
Цвылёво — посёлок в Тихвинском районе Ленинградской области. Административный центр Цвылёвского сельского поселения.

## История

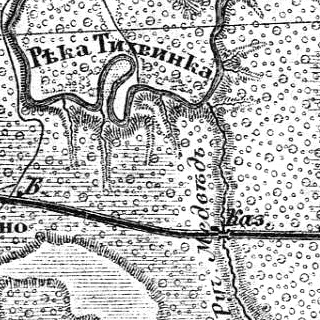
Земли посёлка Цвылёво на карте 1913 года

С 1917 по 1918 год деревня Цвылёво входила в состав Сугоровской волости Тихвинского уезда Новгородской губернии.
С 1918 года в составе Ольховской волости Череповецкой губернии.
С 1924 года в составе Пригородной волости.
С 1927 года в составе Дмитровского сельсовета Тихвинского района.
В 1928 году население деревни Цвылёво составляло 30 человек.
Согласно карте Ленинградской области Северо-западного аэрогеодезического треста ГГУ издания 1932 года на месте современного посёлка находился посёлок совхоза «Цвылёво». В посёлке располагались: почтовое отделение, кирпичный и мукомольный заводы:
| Внешние изображения | Внешние изображения                        |
| ------------------- | ------------------------------------------ |
|                     | Посёлок совхоза Цвылёво на карте 1932 года |

В 1958 году население деревни Цвылёво составляло 92 человека.
С 1964 года в составе Липногорского сельсовета.
По данным 1966 и 1973 годов в посёлке Цвылёво находилась центральная усадьба совхоза «Культура», посёлок являлся административным центром Ильинского сельсовета.
По данным 1990 года посёлок Цвылёво являлся административным центром Ильинского сельсовета, в который входили 19 населённых пунктов, общей численностью населения 1851 человек. В самом посёлке Цвылёво проживали 1047 человек.
В 1997 году в посёлке Цвылёво Ильинской волости проживали 1160 человек, в 2002 году — 979 (русские — 95 %), посёлок был административным центром волости.
С 1 января 2006 года в соответствии с областным законом № 52-оз от 1 сентября 2004 года «Об установлении границ и наделении соответствующим статусом муниципального образования Тихвинский муниципальный район и муниципальных образований в его составе» посёлок Цвылёво является центром Цвылёвского сельского поселения.
В 2007 году население посёлка составляло 1107 человек, в 2010 году — 936, в 2012 году — 1147, в 2025 году — 886 человек.

## География
Посёлок расположен в юго-западной части района на автодороге 41К-265 (Овино — Липная Горка).
Расстояние до районного центра — 22 км.
Расстояние до ближайшей железнодорожной станции Цвылёво на линии Волховстрой — Вологда — 1,5 км.
Посёлок находится на левом берегу реки Тихвинка, через посёлок протекает ручей Медведь.

## Демография
| 2007 | 2010 | 2017  |
| ---- | ---- | ----- |
| 1107 | ↘936 | ↗1015 |

### Национальный состав
Согласно данным Всероссийской переписи населения 2021 года в посёлке проживали 929 человек, из них:
 русские — 880, украинцы — 17, белорусы — 13, коми — 1, другие национальности — 1 человек, остальные национальность не указали.

## Достопримечательности
- Церковь Георгия Победоносца, 2024 года постройки, каменная, действующая[18].

## Улицы
Береговая, Кедровый переулок, Тихая